# Swissbib
Swissbib war der öffentlich zugängliche Gesamtkatalog der Schweizer Hochschulbibliotheken und der Schweizerischen Nationalbibliothek. Darüber hinaus waren ausgesuchte Datenbestände aus retro.seals, ZORA (Zurich Open Repository and Archive), der Schweizer Plakatsammlung, dem Schweizerischen Literaturarchiv und andere digitalisierte Archivalien enthalten. Swissbib wurde per Ende April 2021 eingestellt und abgelöst durch den Verbundkatalog swisscovery der Swiss Library Service Platform.
Swissbib umfasste die Daten von rund 900 Institutionen aus allen Sprachregionen der Schweiz. Neben der hauptsächlichen Funktionalität der Suchmaschine diente swissbib als Speicher bibliografischer Metadaten aus elf Schweizer Bibliothekskatalogen und kam so einer gesamtschweizerischen bibliografischen Datenbank am nächsten.
Neben der Publikumsfunktion als Suchmaschine diente es einerseits als Datenlieferant für WorldCat und Kartenportal.CH (ein weiteres e-lib.ch-Projekt) und andererseits als Suchdienstanbieter für den Karlsruher Virtuellen Katalog (KVK) und diverse Mobil-Anwendungen.
Swissbib war ein Kooperationsprojekt der Schweizer Hochschulbibliotheken und der Schweizerischen Nationalbibliothek unter der Leitung der Universitätsbibliothek Basel. Ausgerichtet wurde es im Rahmen des Schweizer Innovations- und Kooperationsprogramms e-lib.ch: Elektronische Bibliothek Schweiz.
Die Entwicklung von swissbib wurde 2008 begonnen. Der Service war seit Januar 2010 online und wurde bis Ende 2020 laufend weiterentwickelt.

## swissbib Basel Bern
Auf der technologischen Grundlage von swissbib entwickelten die Universitätsbibliotheken Basel und Bern das Recherchetool swissbib Basel Bern. Seit dem 6. Januar 2014 ist swissbib Basel Bern die Hauptsuchoberfläche der Universitätsbibliotheken Basel und Bern.
Swissbib Basel Bern ist ein Recherchetool, mit dem am PC oder mit mobilen Geräten nach Büchern, Zeitschriftenartikeln, E-Books und E-Journals gesucht werden kann. Wo möglich, führt swissbib Basel Bern direkt zu den Volltexten.
Die Resultate der Suche werden in zwei Trefferlisten präsentiert:
- In «Bücher & mehr» finden sich die Inhalte der Kataloge der Universitätsbibliotheken Basel und Bern (inklusive Bibliothek Exakte Wissenschaften), ihrer Verbundbibliotheken, der Bibliotheken der Fachhochschulen Bern und Nordwestschweiz mit Standort Bern oder Basel sowie der Schweizerischen Nationalbibliothek und der Bibliothek der Schweizerischen Nationalbank in Bern.
- In «Artikel & mehr» wird ein externer Index von elektronischen Medien eingebunden (Summon von SerialsSolutions).

Die Suche kann über Facetten verfeinert und Gefundenes nach Relevanz, Jahr, Autor oder Titel sortiert werden.